# Air Hangat
Air Hangat is een bestuurslaag in het regentschap Kerinci van de provincie Jambi, Indonesië. Air Hangat telt 1051 inwoners (volkstelling 2010).